# 小花柳叶菜
小花柳叶菜（学名：Epilobium parviflorum）为柳叶菜科柳叶菜属下的一个种。